# معاهدة بيوركو
معاهدة بيوركو المعروفة أيضًا باسم معاهدة كويفيستو، كانت اتفاقية دفاع متبادل سرية تم توقيعها في 24 يوليو 1905 في بيوركو بين فيلهلم الثاني قيصر ألمانيا ونيقولا الثاني إمبراطور روسيا. كان فيلهلم المؤلف الرئيسي للمعاهدة، لكنه تصرف دون استشارة وزرائه، وتم رفض المعاهدة بسرعة ولم تدخل حيز التنفيذ.

## اللقاء السري

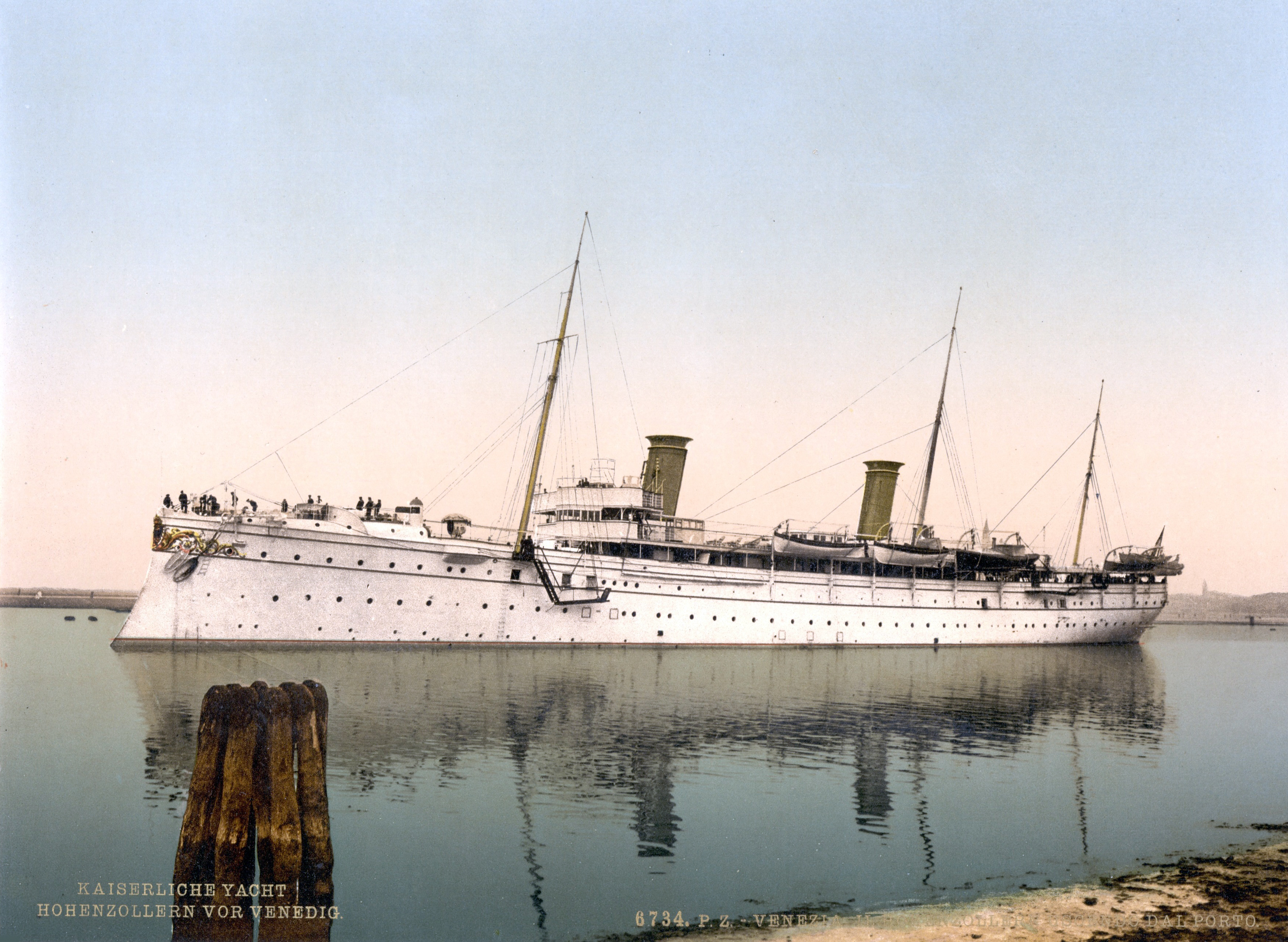
يخت القيصر هوهنزولرن.

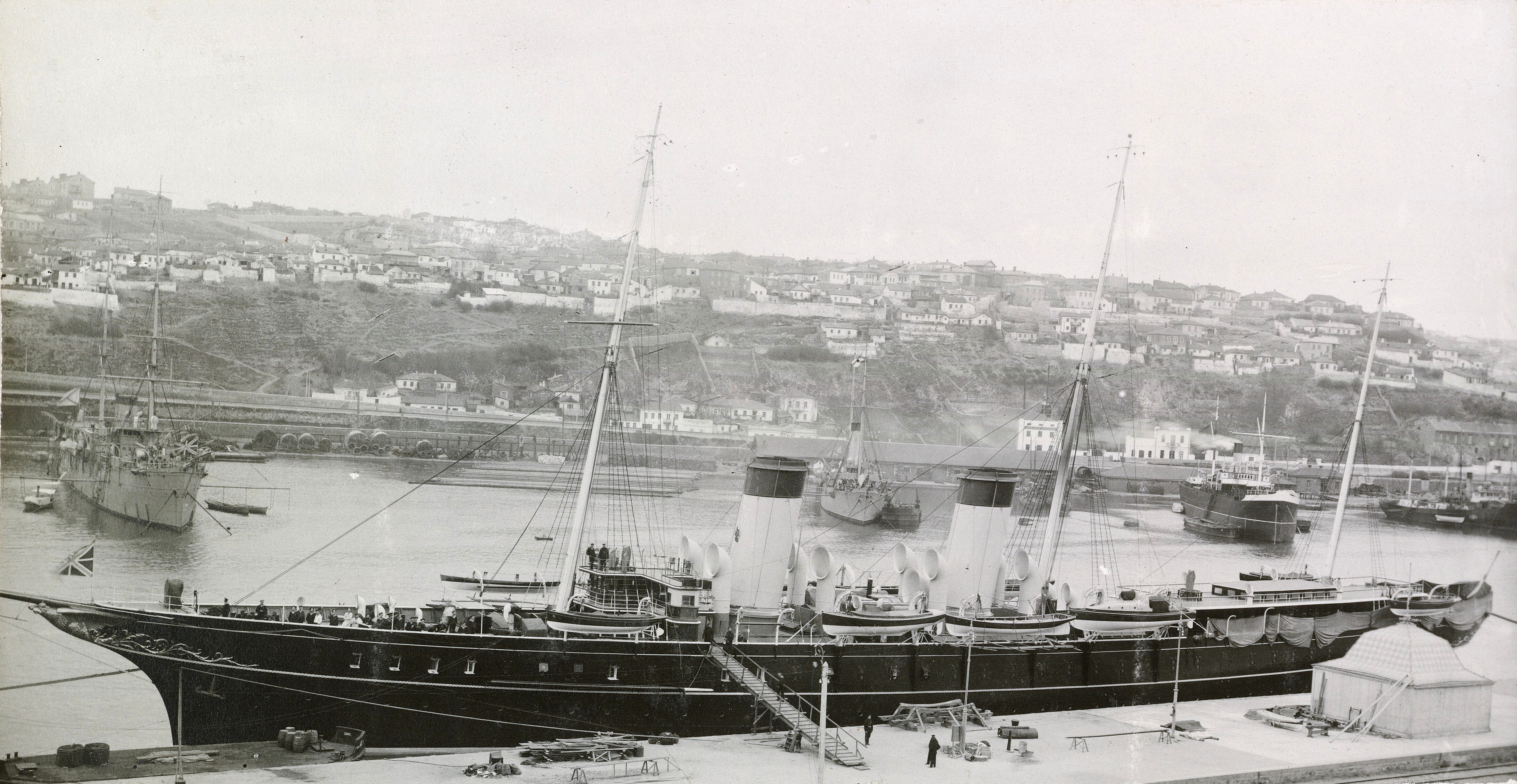
يخت الإمبراطور ستاندارت.

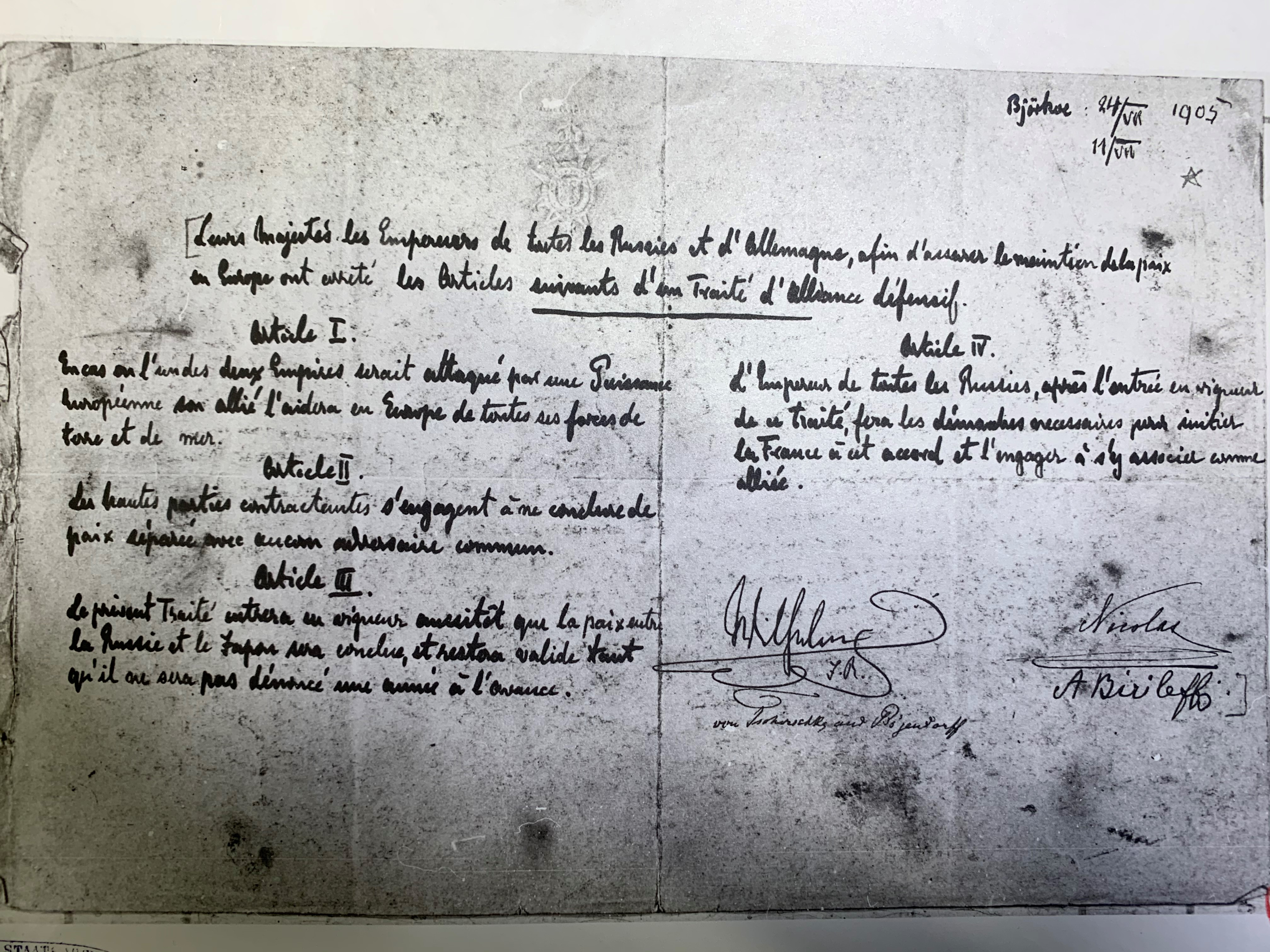
معاهدة بيوركو

تم التوقيع على معاهدة الدفاع المشترك السرية هذه في اجتماع رتبه فيلهلم الثاني قبل أربعة أيام فقط. في مساء يوم الأحد 23 يوليو 1905، وصل القيصر إلى ويفيستو من خليج فيبورغ في يخته، هوهنزولرن، والذي رسى بالقرب من يخت القيصر نيقولا، ستاندارت. والدليل على عقد الاجتماع هي البرقيات التي تبادلوها، والتي أطلق عليها اسم مراسلات ويلي-نيكي، والتي تم الإعلان عنها في عام 1917 من قبل الحكومة الثورية الجديدة في روسيا.

## المعاهدة
احتوت معاهدة الدفاع الشاملة على أربع مواد ووقعها فيلهلم الثاني ونيقولا الثاني، ووقع عليها هاينريش فون تشيرشكي، رئيس وزارة الخارجية الألمانية، ووزير البحرية أليكسي بيريليف ونص المعاهدة:
من أجل ضمان استمرار السلام في أوروبا، أصدر أصحاب الجلالة، أباطرة كل من روسيا وألمانيا، المواد التالية من معاهدة التحالف الدفاعي.

### المادة الأولى
في حالة مهاجمة إحدى الإمبراطوريتين من قبل قوة أوروبية، فإن حليفتها ستساعدها في أوروبا بكل قواها البرية والبحرية.

### المادة الثانية
تتعهد الأطراف السامية المتعاقدة بعدم عقد سلام منفرد مع أي خصم مشترك.

### المادة الثالثة
تدخل المعاهدة الحالية حيز التنفيذ بمجرد إبرام السلام بين روسيا واليابان وستظل سارية طالما لم يتم إلغاؤها قبل عام.

### المادة الرابعة
سيتخذ إمبراطور روسيا، بعد دخول هذه المعاهدة حيز التنفيذ، الخطوات اللازمة لإقناع فرنسا بهذا الاتفاق وإشراكها في الانضمام كحليف.

## ردود الفعل
كانت المعاهدة بحاجة إلى المصادقة عليها من قبل الحكومتين الألمانية والروسية.

### ألمانيا
كان الدافع الدافع وراء المعاهدة من الجانب الألماني هو تقويض التحالف الفرنسي الروسي وفي الوقت نفسه تعزيز موقف ألمانيا تجاه بريطانيا. تمت صياغة المعاهدة في البداية على أنها ميثاق دفاع مشترك عالمي، وإدراج فيلهلم عبارة «في أوروبا» في المادة الأولى، وبالتالي قصر اختصاص المعاهدة على أوروبا. رأى مستشار الرايخ الألماني برنارد فون بولو أن دعم روسيا سيكون ضروريًا فيما يتعلق بالوجود البريطاني في الهند، في حين اعتقد فيلهلم أن مثل هذه العمليات ستجر ألمانيا إلى حرب غير مثمرة في تلك المنطقة على حساب موقع ألمانيا في أوروبا. هدد بولو بالاستقالة بسبب الخلاف، مما أدى إلى خطاب ميلودرامي من القيصر ينتهي بالكلمات، «إذا وصل خطاب استقالة منك، في صباح اليوم التالي ستجد القيصر ميتا! فكر في زوجتي المسكينة وأولادي!»  لذلك عرض بولو تقديم تنازلات ولكن قبل أن يتم حل المشكلة من الجانب الألماني، رفضت الحكومة الروسية الاتفاقية.

### روسيا
على الرغم من توقيع القيصر نيقولا على المعاهدة، لم تصدق عليها حكومته بسبب التحالف الفرنسي الروسي الموجود مسبقًا. أصر رئيس الوزراء الروسي سيرجي ويت ووزير الخارجية فلاديمير لامبسدورف، اللذان لم يحضرا التوقيع ولم يتم التشاور معهما مسبقًا، على أن المعاهدة يجب ألا تدخل حيز التنفيذ أبدًا ما لم توافق عليها فرنسا وتوقعها. أخبر لامبسدورف القيصر أنه «من غير المقبول أن نعد في نفس الوقت بنفس الشيء لحكومتين تتعارض مصالحهما». استسلم الإمبراطور لضغوطهم، مما أثار ذعر القيصر، الذي عاتب ابن عمه: «لقد ضممنا أيدينا ووقعنا أمام الله الذي سمع عهودنا! . . . ما وقع، وقع! والله ولينا!»  رفض مستشار فيلهلم، الكونت فون بولو، أيضًا التوقيع على المعاهدة لأن القيصر أضاف تعديلاً على المسودة (على عكس نصيحة وزارة الخارجية) التي قصرت المعاهدة على أوروبا.
|                      |                          |
| القيصر فيلهلم الثاني | الإمبراطور نيقولا الثاني |
|                      |                          |
| هاينريش فون تشيرشكي  | أليكسي بيريليف           |